# Carlos Lopes
Pour les articles homonymes, voir Lopes.
Carlos Alberto de Sousa Lopes (né le 18 février 1947 à Vildemoinhos, près de Viseu) est un athlète portugais spécialiste des courses de fond. En 1984, lors des Jeux olympiques de Los Angeles, il devient le premier athlète portugais vainqueur d'un titre olympique en s'adjugeant l'épreuve du marathon, établissant à cette occasion un nouveau record olympique en 2 h 09 min 21 s. Il est actuellement directeur du département de l'athlétisme du Sporting Clube de Portugal.

## Carrière
Carlos Lopes travaille comme tailleur de pierre et veut être footballeur mais comme son père s'y oppose il s'oriente vers l'athlétisme dans le club local. En 1967, il est personnellement invité à rejoindre l'équipe d'athlétisme du Sporting Portugal où il sera licencié jusqu'à la fin de sa carrière, en 1985. Il a été un coureur de fond moyen, jusqu'à son étonnante percée en 1976, à 29 ans.
Il commence la saison 1976 par une victoire facile aux Championnats du monde de cross country à Chepstow au Pays de Galles, titre qu'il ne réussira pas à conserver l'année suivante à Düsseldorf, puis est vice-champion olympique du 10 000 mètres à Montréal.
Après cette belle saison 1976, il retombe dans sa relative obscurité et ne réussit pas, à cause de blessures, à se qualifier pour les Jeux olympiques d'été de 1980 à Moscou.
Il revient à son meilleur niveau en 1982 où il bat le record d'Europe du 10 000 mètres, en 27 min 21 s 39. Il gagne la corrida de la Saint-Sylvestre à São Paulo.
Carlos Lopes s'est aligné pour la première fois dans un marathon en 1982, à celui de New York ; il abandonne à la suite d'une collision avec un spectateur. Lors de son deuxième marathon, l'année suivante à Rotterdam, il finit deuxième, à 2 secondes seulement du vainqueur, l'Australien Robert de Castella avec, à la clé, le record d'Europe en 2 h 08 min 39 s. Il court le 10 000 mètres aux 1ers championnats du monde d'athlétisme à Helsinki où il finit à une décevante sixième place et, après cette course, décide de se consacrer au marathon. 
1984 est sa grande année. Il est champion du monde de cross-country dans le New Jersey, devant des milliers d'émigrants portugais enthousiastes. Le 2 juillet 1984 à Stockholm, il aide son compatriote Fernando Mamede à battre le record du monde du 10 000 mètres en 27 min 13 s 81. Il remporte pour la seconde fois la Corrida de la Saint-Sylvestre.
Le destin a failli empêcher Carlos Lopes de participer aux Jeux olympiques d'été de Los Angeles; en effet, une semaine avant les Jeux, il est victime d'un accident de voiture dont il sort heureusement indemne. 
En 1985, lors de sa dernière course importante de sa carrière, le marathon de Rotterdam, il améliore, avec un temps de 2 h 07 min 12 s le record du monde de 53 secondes et devient ainsi le premier homme à courir les 42,195 km en moins de 2 heures et 8 minutes.

## Palmarès

### Jeux olympiques d'été
- Jeux olympiques d'été de 1976 à Montréal 🇨🇦 Canada
  -  Médaille d'argent du 10 000 m

- Jeux olympiques d'été de 1984 à Los Angeles  États-Unis:
  -  Médaille d'or du marathon

### Championnat du monde de cross-country
- 1976 à Chepstow  Pays de Galles:  Médaille d'or
- 1977 à Düsseldorf  Allemagne:  Médaille d'argent
- 1983 à Gateshead  Angleterre:  Médaille d'argent
- 1984 à New York  États-Unis:  Médaille d'or
- 1985 à Lisbonne  Portugal:  Médaille d'or

## Hommages
Dans l'épisode des Simpson Bart Et Son Boys Band (S12 E14), un journaliste rappelle à la télévision, qu'en 1984, Carlos Lopes est devenu le plus vieux vainqueur du marathon olympique à l'âge de 38 ans. Cette déclaration incite Homer à s'inscrire au marathon car l'athlète avait "presque son âge".
Le Pavillon Carlos Lopes situé dans le parc Édouard-VII de Lisbonne porte son nom depuis 1984.